# Loge-Fougereuse
Loge-Fougereuse is een gemeente in het Franse departement Vendée (regio Pays de la Loire) en telt 370 inwoners (1999). De plaats maakt deel uit van het arrondissement Fontenay-le-Comte.

## Geografie
De oppervlakte van Loge-Fougereuse bedraagt 10,3 km², de bevolkingsdichtheid is 35,9 inwoners per km².
De onderstaande kaart toont de ligging van Loge-Fougereuse met de belangrijkste infrastructuur en aangrenzende gemeenten.

## Demografie
Onderstaande figuur toont het verloop van het inwonertal (bron: INSEE-tellingen).

1. ↑  Populations de référence 2022.